# Chen Fan
En aquest nom xinès, el cognom és Chen.
Chen Fàn (mort el 168), nom estilitzat Zhongju (xinès: 仲舉), va ser un funcionari del període de la tardana Dinastia Han Oriental. Nadiu de Pingyu, Runan (en l'actualitat el nord del Comtat Pingyu, Henan), Chen va exercir de Gran Comandant (太尉) durant el regnat de l'Emperador Huan i més tard com a Gran Tutor (太傅) en l'època de l'Emperador Ling. Ell i Dou Wu van conspirar contra els eunucs, però el seu pla es va filtrar i van acabar tots dos morts.